# Cryptelytrops purpureomaculatus
Cryptelytrops purpureomaculatus är en ormart som beskrevs av Gray 1832. Cryptelytrops purpureomaculatus ingår i släktet Cryptelytrops och familjen huggormar. IUCN kategoriserar arten globalt som livskraftig. Inga underarter finns listade i Catalogue of Life. The Reptile Database listar arten i släktet Trimeresurus.
Arten förekommer på Malackahalvön och på Sumatra. Den lever nära havet i låglandet. Habitatet utgörs av mangrove, träskmarker och växtligheten intill floder.